# Nasr al Bahr (L2)
Nasr al Bahr (L2) je tanková výsadková loď ománského námořnictva.

## Stavba
Plavidlo postavila britská loděnice Brooke Marine v Lowestoftu. Plavidlo bylo na vodu spuštěno roku 1984. Do služby bylo přijato 13. února 1985. Další dvě podobná plavidla loděnice Brooke Marine dodala Alžírsku jako třídu Kalaat Beni Hammed.

## Konstrukce
Plavidlo může převážet až 450 tun nákladu při výsadku na pláž, nebo 650 tun v případě využití přístavu, popř. 240 vojáků, nebo sedm tanků. Paluba pro uložení vozidel a nákladu má rozměry 75×7,4 metru. Vozidla plavidlo opouští příďovou rampou, pěchota může využít dvou vyloďovacích člunů LCVP. Na zádi se nachází přistávací plocha pro vrtulník, plavidlo však není vybaveno hangárem. K vlastní obraně slouží dva 40mm dvoukanóny systému OTO Melara DARDO a 20mm dvojkanón Oerlikon. Pohonný systém tvoří dva diesely Paxman Valenta s celkovým výkonem 7800 bhp, pohánějící dva lodní šrouby. Nejvyšší rychlost dosahuje 15,5 uzlu. Dosah je 4000 námořních mil při rychlosti 13 uzlů.